# Reuschel & Co. Privatbankiers
Reuschel & Co. Privatbankiers era una banca privata tedesca con sede a Monaco di Baviera, fondata il 1º ottobre 1947.
La banca privata appartenne dal 1970 al Gruppo della Dresdner Bank AG, acquisita dal 2001 da Allianz Group. È stata acquisita nel 2010 da Donner & Reuschel.
Il perno delle attività della banca era l'assistenza delle aziende del ceto medio e di facoltosi clienti privati.